# Distretto di Castlereagh
Il distretto di Castlereagh era una delle suddivisioni amministrative dell'Irlanda del Nord, nel Regno Unito. Fu creato nel 1973. Apparteneva alla contea storica del Down. Il distretto non ha un centro vero e proprio, ma comprende molti sobborghi di Belfast sulle colline di Castlereagh, a sud-est della città.
A partire dal 1º aprile 2015 gran parte dei centri abitati del distretto di Castlereagh sono stati uniti a quello di Lisburn per costituire il distretto di Lisburn e Castlereagh. Le località di Gilnahirk, Tullycarnet, Braniel, Castlereagh, Merok, Cregagh, Wynchurch, Glencregagh and Belvoir, Collin Glen, Poleglass, Lagmore, Twinbrook, Kilwee e Dunmurry che sono invece state incluse nella città di Belfast.